# Ameira longifurca
Ameira longifurca är en kräftdjursart. Ameira longifurca ingår i släktet Ameira och familjen Ameiridae. Inga underarter finns listade i Catalogue of Life.